# St. Bonifatius (Schapdetten)

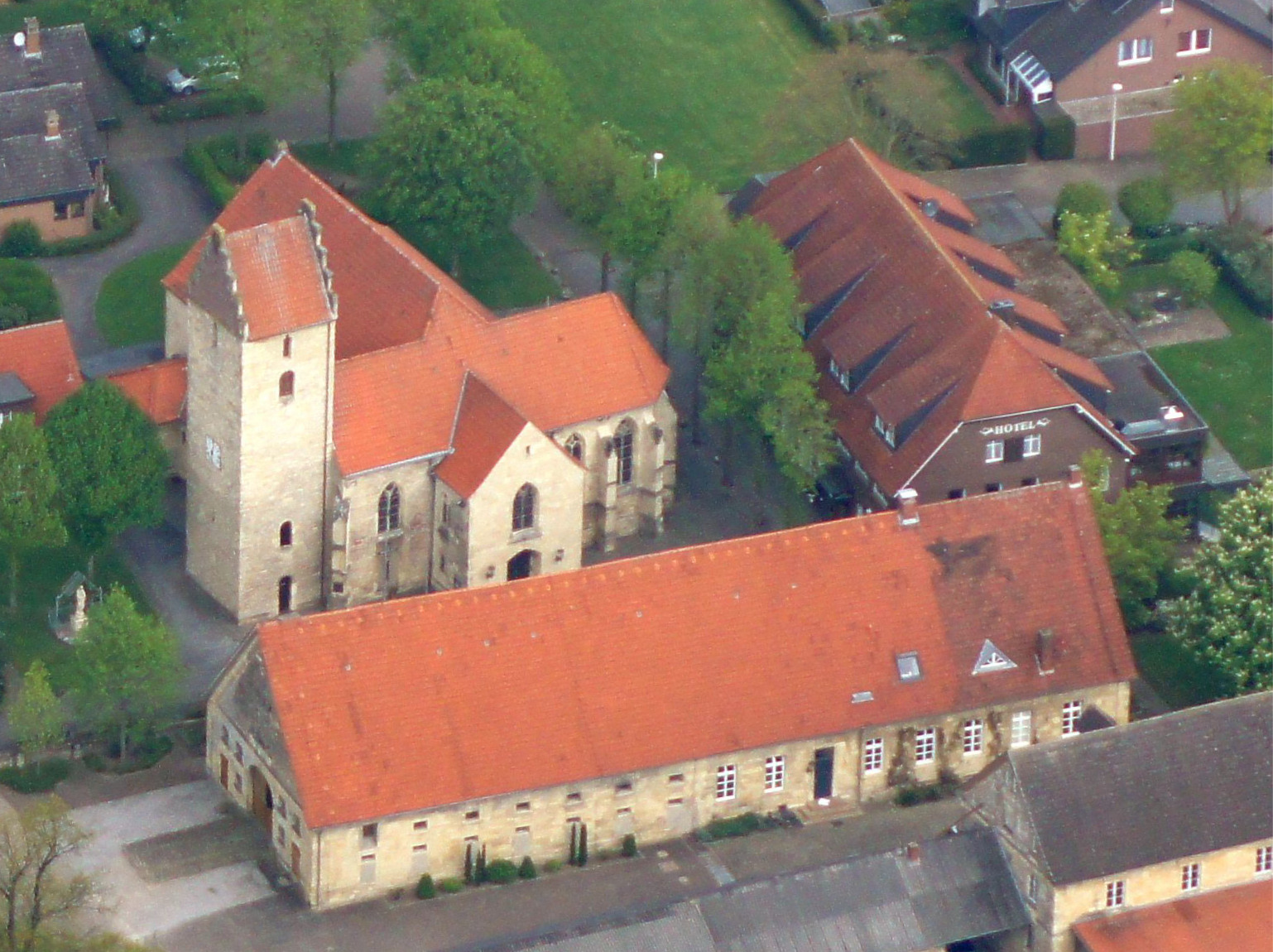
Luftbild der Kirche St. Bonifatius mit zwei benachbarten Gebäuden

St. Bonifatius ist eine katholische Pfarrkirche in Schapdetten und eines der ältesten
Bonifatius-Patrozinien im Bistum Münster. Im Münsterland trägt nur noch das ehemalige Damenstift Freckenhorst dieses Patrozinium.

## Geschichte
Die Anlage einer Kirche in Schapdetten geht nach der Überlieferung auf den durch eine Fuldaer Quelle gesicherten sächsischen Edelherrn und Stifter Everword (* ca. 810; † 3. Mai 863) und seine Gemahlin Geva zurück. Eine Eigenkirche des Klosters Fulda wurde von Bischof Siegfried (1022–1032) geweiht. Eine Pfarrei ist erst für das Jahr 1313 nachgewiesen.
In Schapdetten befand sich ein aus dem Besitz Everwords stammender Hof, der an das Kloster Fulda gefallen war. Der Legende nach soll der heilige Bonifatius auf seiner Missionsreise nach Friesland im Jahr 753 die Urgroßeltern des Stifters getauft haben.

## Baugeschichte

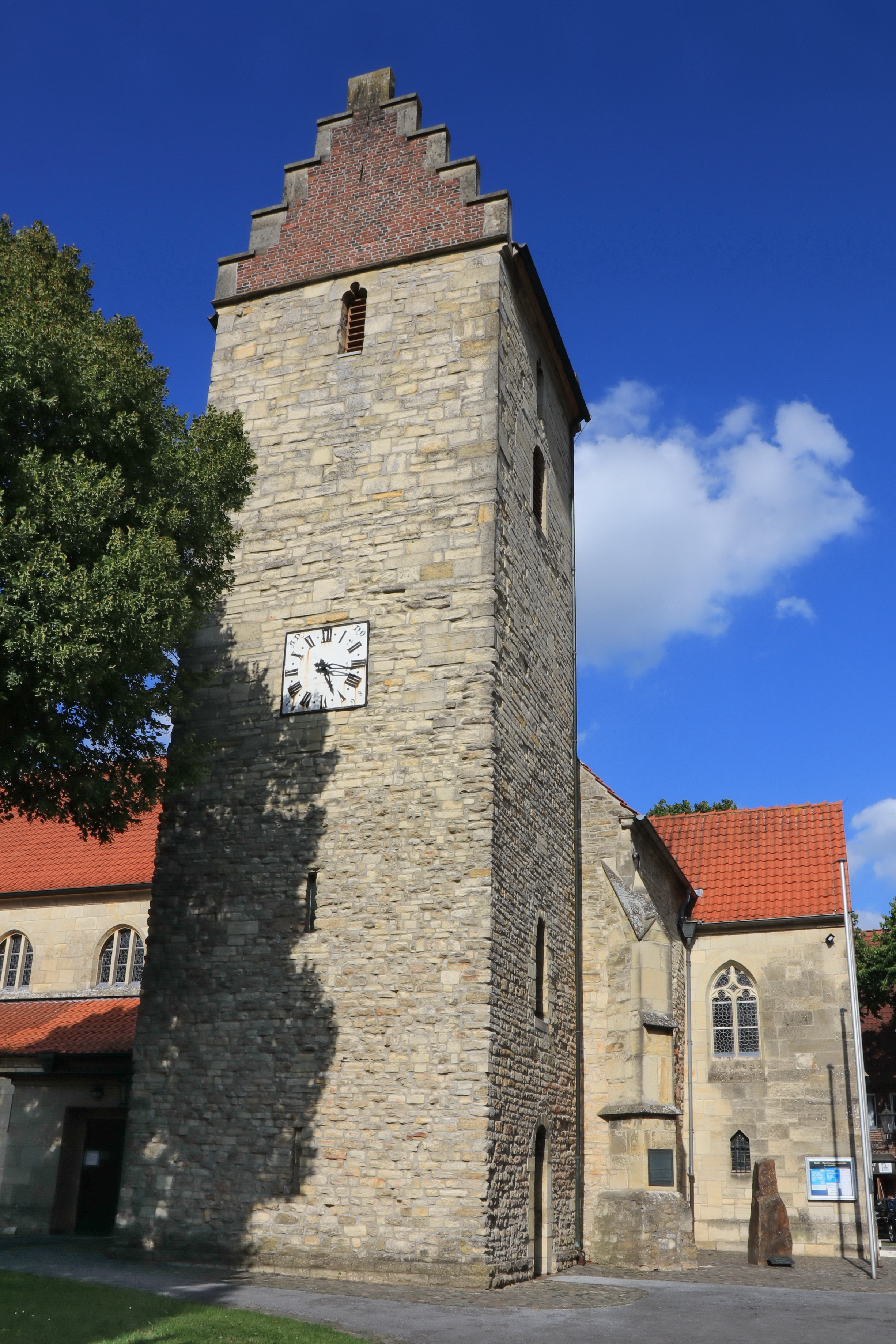
Pfarrkirche St. Bonifatius (2021)

Eine Vorgängerkirche aus Holz fiel im 11. Jahrhundert einem Feuer zum Opfer und wurde im 12. Jahrhundert durch eine steinerne Kirche im Stil der Romanik ersetzt, die zweimal nach Osten erweitert wurde. Der wehrhafte Westturm ist erhalten, während die romanische Saalkirche nach 1500 in einen spätgotischen Gewölbebau umgebaut und um einen polygonalen Chor ergänzt wurde. Ein großer Erweiterungsbau nach Norden wurde im Jahr 1931 geweiht.

## Architektur
Die geostete, unverputzte Kirche aus hellem Naturstein besteht aus mehreren Baukörpern: Westturm, Langhaus, Chor und nördlicher Anbau.
Der ungegliederte Westturm aus hellem Bruchsteinmauerwerk auf quadratischem Grundriss stammt aus dem 12. Jahrhundert. Unterhalb der Traufe sind an jeder Seite Schalllöcher mit Kleeblattbogen für das Geläut eingelassen. Die Glockenstube beherbergt ein Vierergeläut mit Glocken aus den Jahren 1926, 1949 und 1976. Abgesehen von zwei schmalen Schlitzfenstern ist die Westseite fensterlos, die Nord- und Südseite haben Rundbogenfenster. Die Turmkapelle im Erdgeschoss wird im Süden durch ein Rundbogenportal erschlossen. Die Gewölbe in den beiden Untergeschossen wurden nachträglich eingezogen. Eine Rundbogenarkade öffnet die Turmhalle zum Langhaus. Ursprünglich war auch das zweite Geschoss auf diese Weise geöffnet. Die Staffelgiebel im Norden und Seiten wurden in der Renaissance aus roten Backsteinen aufgeführt.
Teile der Nord- und Südwand der einschiffigen Gewölbebaus gehen auf das 12. Jahrhundert zurück, als der Turm errichtet wurde. Seine heutige Gestalt hat das Langhaus im 15. Jahrhundert durch die Gotik erhalten, als es im Osten durch einen Fünfachtelschluss erweitert wurde. Abgetreppte Strebepfeiler stützen das Gewölbe im Inneren und gliedern Langhaus und Chor. Das Innere wird durch zweibahnige Spitzbogenfenster mit Maßwerk belichtet. Im Süden hat das giebelständige Querhaus ein Portal mit einem stumphen Spitzbogen. Der Anbau im Norden aus den Jahren 1930/1931 ist als zweischiffige Halle im Stil der Neugotik gestaltet.

## Ausstattung

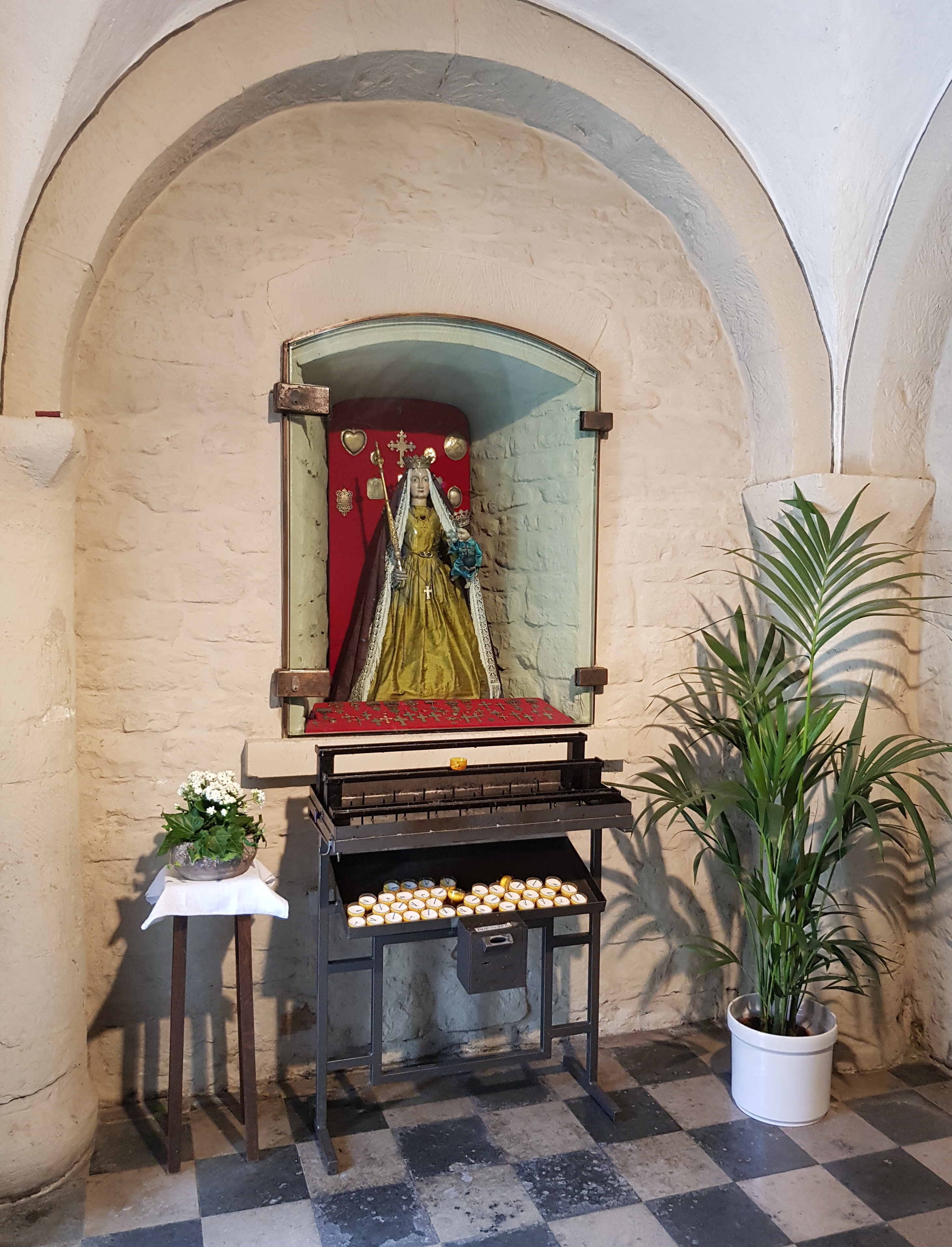
Mantelmadonna aus dem 18. Jahrhundert in der Turmkapelle

Die Turmkapelle ist mit einer aus den 1840er Jahren stammenden Maria mit Jesuskind ausgestattet, die von Johann Bernhard Joseph Lohaus aus Münster gefertigt wurde.
Der Altarbereich ist gegenüber dem Langhaus um drei Stufen erhöht. Der schlichte Taufstein stammt aus gotischer Zeit. Der steinerne Osterleuchter ist nur als Fragment erhalten. Ambo und Volksaltar sind aus Sandstein gefertigt und haben vorne Maßwerk mit Fischblasen-Ornamenten. Der zweigeschossige holzgeschnitzte Hochaltar im Stil der Neugotik ist im Aufsatz über der Predella dreiteilig. Über dem schmalen Mittelteil mit dem Tabernakel ist das hohe Gesprenge mit Fialen reich verziert. Der Altar wird außen von zwei Engelfiguren über Säulen bekrönt.
Das schlichte holzsichtige Kirchengestühl lässt einen Mittelgang frei. Das Chorgestühl des 16. Jahrhunderts ist in Resten erhalten. Zu den meist barocken Heiligenfiguren aus Sand und Holz gehören Darstellungen des heiligen Liudger (Anfang des 16. Jahrhunderts) und der Anna selbdritt (um 1680). Eine Pietà entstand im ersten Viertel des 18. Jahrhunderts.

## Glocken
Im Turm hängen vier Bronzeglocken.
| Nr. | Name             | Gussjahr | Masse (kg, ca.) | Durchmesser (m) | Schlagton |
| 1   | Bonifatiusglocke | 1926     | 280             | 0,76            | c"        |
| 2   | Glocke II        | 1949     | 351             | 0,84            | b'        |
| 3   | Glocke III       | 1949     | 631             | 1,01            | g'        |
| 4   | Josefsglocke     | 1974     | 900             | 1,12            | f'        |

Da in der Kirche am Sonntag kein Gottesdienst mehr stattfindet wurde auf Initiative einer Dorfbewohnerin ein Läuten der Glocken am Sonntag eingeführt. Jeden Sonntag erklingen um 12:05 Uhr nach dem Mittagsläuten zehn Minuten alle Glocken.

## Orgel

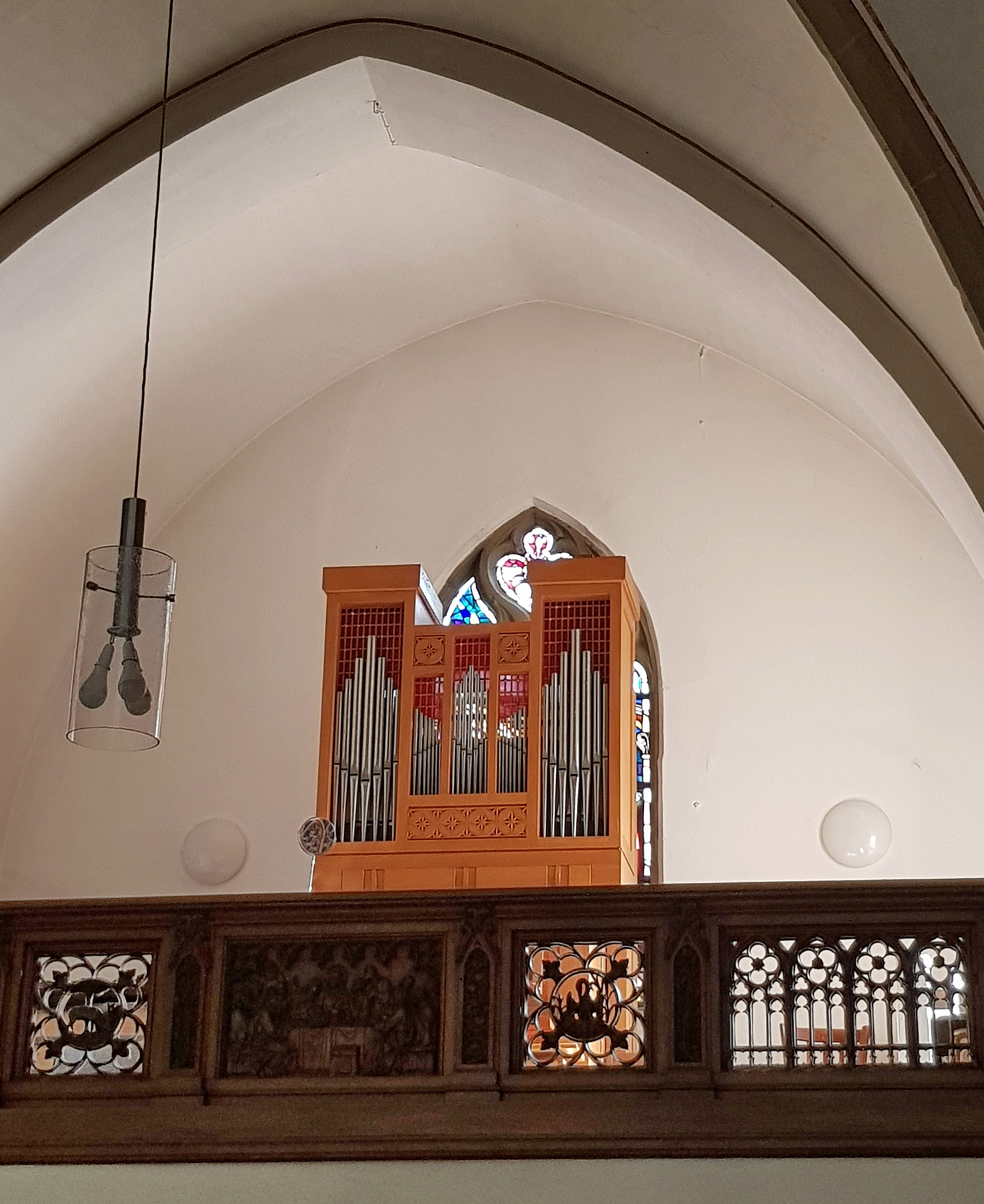
Orgel auf der Empore über dem Südeingang

Die Orgel wurde von dem Orgelbauer Martin Vier (Friesenheim) für die Maria-Königin-Kirche (Dülmen) erbaut. Nachdem die Kirche im Jahre 2008 profaniert wurde, wurde die Orgel von der Pfarrgemeinde St. Bonifatius erworben. Das Schleifladen-Instrument hat insgesamt neun Register, davon sieben klingende Register und zwei Vorabzüge, auf einem Manual und Pedal. Die Spiel- und Registertrakturen sind mechanisch.
| Manualwerk C–g3 |                     |       |
| 1.              | Gedackt             | 8′    |
| 2.              | Prinzipal           | 4′    |
| 3.              | Rohrflöte           | 4′    |
| 4.              | Prinzipal           | 2′    |
| 5.              | Nazard (aus Nr. 6)  | 2 ⁄3′ |
| 6.              | Sesquialter II      | 2 ⁄3′ |
| 7.              | Sifflet (aus Nr. 8) | 1′    |
| 8.              | Mixtur II           | 1′    |

| Pedalwerk C–d1 |         |     |
| 9.             | Subbass | 16′ |

- Koppel: Pedalkoppel

## Pfarrer
Pfarrer in Schapdetten:
- 1252 Lambertus
- 1529/30 Henrik/Hinrich Wulf(f)

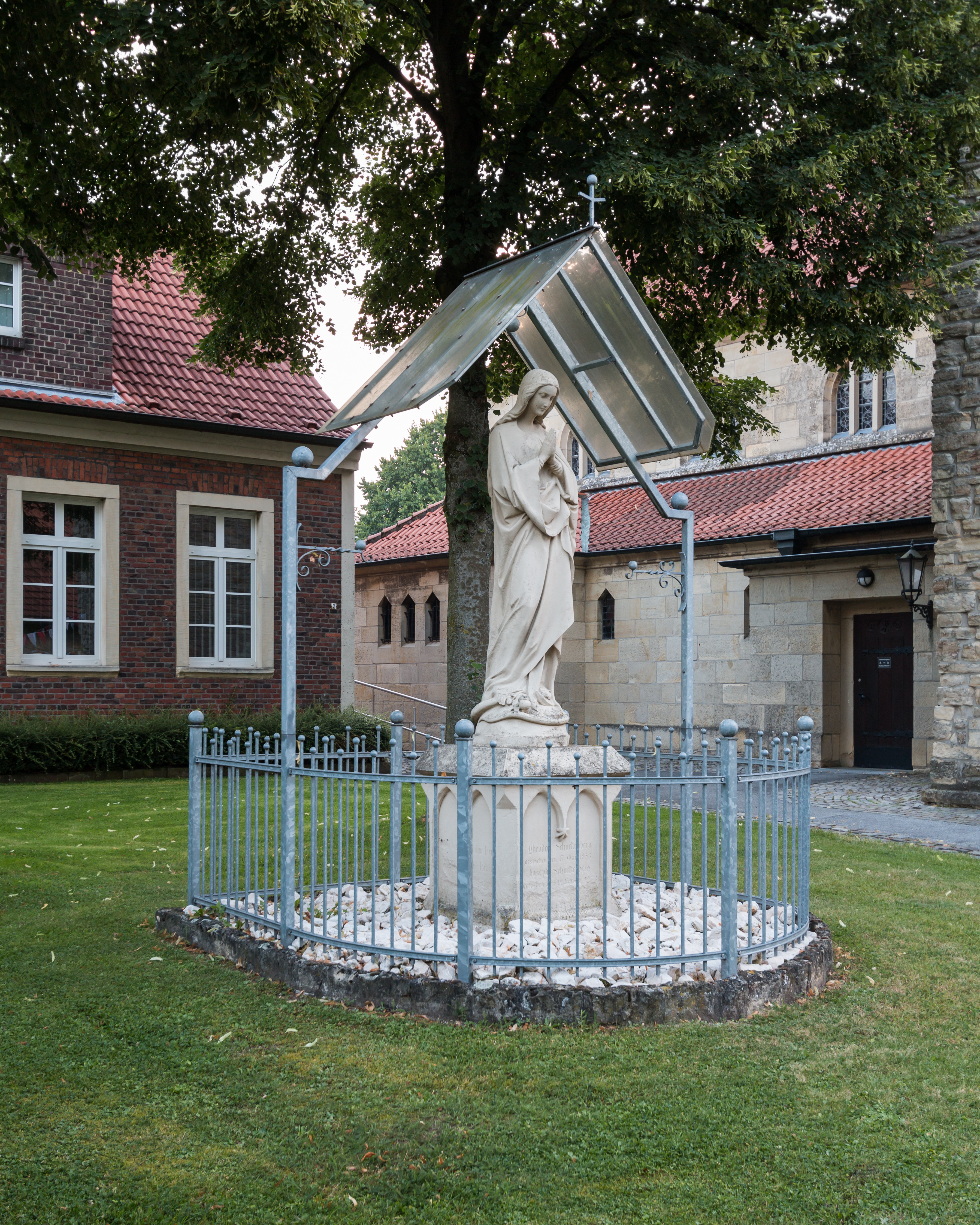
Marienfigur westlich der St.-Bonifatius-Kirche

- 1606–1612 (Anm.) Albert Tockhusius/Torckhusius/Turhusius
- 1616–1636 (Anm.) Johannes Loleves/Lülves
- 1644–1679 (Anm.) Everhard Berning/Berninck
- 1679–1696 Johann Eick(h)olt/Eicholt
- 1697–1727 Johann Bernhard Lethmathe
- 1728–1772 Henricus Theodorus Hügemann
- 1772–1778 Mat(t)hias Vigener/Viegener/Fiegener
- 1778–1811 Franz Leopold Thiemann
- 1811–1843 Josephus Abbenhaus
- 1843–1845 Pfarrstelle nicht besetzt
- 1845–1875 Johann Bernhard Schuckenberg
- 1875–1886 Wilhelm Spork (Kaplan)
- 1886–1917 Franz Elpers
- 1917–1932 Josef Roemer
- 1933–1956 Heinrich Wesselinck
- 1956–1973 Josef Klapper
- 1973–1991 Helmut Hengelbrock
- 1991–1993 Josef Austermann
- 1993–1998 Bernhard Tietmeyer
- 1998–2003 Heinz Vethacke
- 2003–2009 Johannes Gospos und Carsten Roeger als Vicarius Cooperator
- 2009–… Axel Pieper/Christoph Klöpper/Norbert Cassens/Pfarrer Gotthard (nach Zusammenlegung der vier Pfarrgemeinden ständig wechselnd)